# ماريا كانتويل
ماريا إيلين كانتويل  (من مواليد 13 أكتوبر 1958) هي عضوة مجلس الشيوخ عن ولاية واشنطن، وانتخبت في عام 2000. وهي ديمقراطية، وقد خدمت سابقاً في مجلس النواب في واشنطن في الفترة من 1987 إلى 1993 ومجلس النواب في الولايات المتحدة. مقاطعة الكونغرس الأولى في واشنطن من عام 1993 إلى عام 1995، وبعد ذلك عملت كمديرة تنفيذية لـ RealNetworks. وهي ثاني امرأة تشغل منصب عضو مجلس الشيوخ عن ولاية واشنطن بعد باتي موراي.
كانتويل هي العضو المصنف في لجنة مجلس الشيوخ الأمريكي للطاقة والموارد الطبيعية. في حين كان الديمقراطيون يمثلون الأغلبية، كانت رئيسة لجنة الأعمال الصغيرة وريادة الأعمال من 2014 إلى 2015 ولجنة الشؤون الهندية من 2013 إلى 2014.
 بعد استقالة جيف سيونس في فبراير / شباط 2017 لتصبح المدعي العام للولايات المتحدة، أصبحت كانتويل أكبر عضو في مجلس الشيوخ.

## حياتها المبكرة، تعليمها، بداية المهنة السياسية
ولدت كانتويل في انديانابوليس بولاية انديانا. ترعرعت في حي يهيمن عليه الأميركيون الأيرلنديون على الجانب الجنوبي من إنديانابوليس. وكان والدها، بول إف. كانتويل، بمثابة مفوض المقاطعة، ومجلس المدينة، ومشرع الولاية، ورئيس الأركان للممثل الأمريكي أندرو جاكوبز، الابن، وكانت والدتها روز م. مساعداً إدارياً. ويشمل أسلافها الأيرلندية والالمان.
لتحقت بمدرسة إيمريش كلينيك الثانوية، وأدخلت في قاعة مشاهير المدارس العامة في إنديانابوليس في عام 2006. وبعد دراستها الثانوية، التحقت كانتويل بجامعة ميامي في أوكسفورد بولاية أوهايو، حيث حصلت على درجة البكالوريوس في الإدارة العامة.
نتقلت إلى سياتل في واشنطن عام 1983 لحملتها للسناتور الأمريكي آلان كرانستون (D-CA) في محاولة غير ناجحة لترشيح الحزب الديمقراطي في انتخابات عام 1984. ثم انتقلت إلى ضاحية ماونتليك تيراس في سياتل لأنها ذكّرتها بإنديانابوليس، وقادت حملة ناجحة في عام 1986 لبناء مكتبة جديدة هناك. تعيش كانتويل الآن في إدموندز، واشنطن.

## مجلس النواب في واشنطن (1987-1993)

### الانتخابات
في عام 1986، انتُخبت كانتويل إلى مجلس النواب في ولاية واشنطن في سن الثامنة والعشرين. وفي حملتها، شرعت في بذل جهد كبير في منطقة بابها. هزمت جورج داهلكويست 54٪ -46٪. في عام 1988، فازت بإعادة انتخابه لولاية ثانية بنسبة 66 ٪ من الأصوات. في عام 1990، فازت بإعادة الانتخاب لفترة ثالثة بنسبة 61 ٪ من الأصوات

### Tenure
كممثلة للدولة، ساعدت في كتابة قانون إدارة النمو في واشنطن لعام 1990، والذي تطلب من المدن تطوير خطط نمو شاملة، وتفاوضت على تمريرها. عملت أيضا على التشريعات التي تنظم دور رعاية المسنين.

### Committee assignments
- لجنة استراتيجيات النمو[7]

## مجلس النواب الأمريكي(1993-1995)
في انتخابات نوفمبر، هزمت كانتويل عضو مجلس الشيوخ الجمهوري غاري نيلسون بنسبة 55٪ -42٪. وأصبحت أول ديمقراطية تنتخب في مجلس النواب بالولايات المتحدة من المنطقة الأولى في الكونغرس في واشنطن منذ 40 عاما.
1994
فاز الجمهوري ريك وايت على كانتويل بنسبة 52٪ -48٪ في الانهيار الساحق للحزب الجمهوري عام 1994.
وكانت تسمى «الديمقراطيًة المحنكًة المؤيدة للأعمال». لقد أيدت ميزانية الرئيس كلينتون لعام 1993، والتي رفعت الضرائب وتم تمريرها على الرغم من حصولها على أصوات من العديد من زملائها الديمقراطيين. خلال فترة ولايتها الوحيدة، ساعدت في إقناع إدارة كلينتون بالتخلي عن دعمها لشريحة كليبر. كتبت رسالة إلى نائب الرئيس آل غور وعارضتها بشدة لأن مايكروسوفت كانت في منطقتها. صوتت لدعم اتفاقية التجارة الحرة لأمريكا الشمالية (نافتا).

## موظفة القطاع الخاص (1995-1999)
بعد هزيمتها، تعهدت كانتويل بمغادرة السياسة. الحليف السياسي روب جلاسر عرض عليها منصب نائب رئيس التسويق لـ RealNetworks. ومن بين انجازاتها البث المباشر عبر الإنترنت لمباراة بيسبول مارينرز يانكيز في عام 1995.[بحاجة لمصدر]
في عام 1998، واجهت الشركة انتقادات شديدة لأن جماعات الخصوصية زعمت أن برنامج RealJukebox قد أدرج برامج تجسس لتتبع أنماط استماع المستخدمين غير المرتابين وتاريخ التنزيل. استجابة لذلك، عدلت RealNetworks سياسة الخصوصية الخاصة بها للكشف الكامل عن ممارسات الخصوصية المتعلقة بأنماط استماع المستخدم. بعد ذلك، قدمت RealNetworks إلى عمليات تدقيق خارجية مستقلة لممارسات الخصوصية. تم تسوية العديد من الدعاوى القضائية المتعلقة بانتهاكات الخصوصية المزعومة خارج المحكمة. شكّلت هذه الحادثة جزئياً وجهات نظرها حول الخصوصية وبالتالي معارضتها لسياسات إدارة بوش بعد 11 أيلول / سبتمبر

## مجلس الشيوخ الأمريكي (2001 - حتى الآن)
2000
 بطلب من نشطاء ومسؤولي الحزب، شكلت كانتويل لجنة استكشافية في أكتوبر 1999 للنظر في الترشح لمجلس الشيوخ الأمريكي ضد الديموقراطية ديبورا سين، والجمعية الجمهورية الحالية سليد غورتون. وقد تعهدت بالترشح لهذا المنصب في 19 يناير 2000. دخلت كانتويل الحملة بعد عام من سن. سرعان ما فقدت التأييد من قبل مجلس العمل في ولاية واشنطن و NARAL إلى Senn. في وقت مبكر، أصبحت الخصوصية قضية. وأشارت سن إلى سجلها الذي يحمي الخصوصية الطبية كمفوض تأمين. روّجت كانتويل لخصوصية الإنترنت واستشهدت بمعارضتها لرقائق كليبر. في إعلانها التلفزيوني في وقت متأخر من الحملة، اتهم سن كانتويل بتجنب المناقشات. كانت كانتويل قد وافقت على نقاشين. سين تفضل أكثر. وانتهى بهم الأمر إلى إجراء ثلاث مناقشات، حيث هاجم المرشحون بعضهم البعض بقسوة. هاجم Senn RealNetworks ودور كانتويل في الشركة. واتهم Cantwell Senn من الرغبة في الترشح ضد RealNetworks وقال إن Senn لم يكن مطلعاً على قضايا الإنترنت. أمّن [كنتول] التأييد من سياتل أوقات، سياتل [بوست-ينلجنسر] ، ال [سبوإكسمسمن] - مراجعة، والأخبار منبر. فازت بسهولة بترشيح حزبها، هزيمة سين 3-1 في الانتخابات التمهيدية. على الرغم من فوزه باللقب، إلا أن سليد غورتون حصل على عدد أقل من الأصوات من مجموعتي كانتويل وسين. واستشهد كانتويل بهذه النتيجة كدليل على أن واشنطن مستعدة للتغيير.
كان الضمان الاجتماعي، والعقاقير الطبية، والسدود، وإصلاح تمويل الحملات من بين أهم القضايا في سباق كانتويل ضد جورتون. تبنت كانتويل أيضًا شعار "صوتك من أجل التغيير"، وهو إشارة محجبة إلى موضوع حملة جورتون في عام 1980، وهو ما يتحدى عمر وارين ماجنوسون الحالي. وادعت أن جورتون أيد "حلول القرن التاسع عشر لمشاكل القرن الحادي والعشرين". فازت كانتويل بتأييد صحيفة سياتل تايمز وسياتل بوست-إنتلجنسر، أكبر صحيفتين في الولاية. فاز جورتون بتأييد تراي-سيتي هيرالد الأصغر و News Tribune. في بعض الأحيان اتهمت الحملة بالتفاهة. بعد أن ربط عامل حملة في كانتويل ارتباطاً عميقاً بالصورة الفكاهية على موقع جورتون على الإنترنت، اتهم جورتون حملة كانتويل باختراق موقعه على الإنترنت، واتهم سن كانترويل بالنفاق. وقالت باربرا ستينسون المتحدثة باسم حملة سين "تلاعب بموقع الناس على الإنترنت وتصفه بأنه متعة جيدة... يضيف شخصية صبيانية جدا ولا تستحق السباق." أنفقت كانتويل أكثر من 10 ملايين دولار من مالها الخاص على حملتها، متعهدة بعدم قبول الأموال من PACs. عندما انخفضت أسهم RealNetworks في نهاية عام 2000، أمضت وقتًا في جمع الأموال للتقاعد من الديون، على الرغم من أنها أبقت على تعهدها بعدم قبول أموال PAC ، كما هو موثق من قبل المركز غير المتحيز للسياسة المستجيبة. في الأسابيع الأخيرة من حملة عام 2000، قررت لجنة الانتخابات الفيدرالية أن كانتويل انتهكت قانون تمويل الحملات الفيدرالية من خلال تأمين 3.8 مليون دولار في شكل قروض مصرفية لحملتها وفشلت في الكشف عن القروض بشكل صحيح حتى 30 يناير 2001. زعمت الشكوى أن كانتويل كان حصلت على خط ائتمان بقيمة 600,000 دولار بدون ضمانات كافية و 1,000,000 دولار أخرى، جميعها بسعر فائدة تفضيلي. بعد المراجعة، أرسلت لجنة الانتخابات الفيدرالية خطاب تحذير، قائلة إن القروض "قدمت على أساس يضمن التسديد وأن كل قرض يحمل سعر الفائدة المعتاد والمعتاد.
 كانت نتائج الانتخابات قريبة للغاية. في وقت مبكر، كان كانتويل يتمتع بالرصاص، وتوقعت شبكات التلفزيون انتصارا كانتويل. مع تدفق أصوات الغائبين، تفوق جورتون على كانتويل وحقق 15000 صوت. عندما انتهت منطقة بوجيه ساوند الديمقراطية بشكل كبير من فرز الأصوات وتم اعتماد إجمالي عدد المحافظات في 23 نوفمبر، استردت كانتويل الصدارة بفارق 1,953 صوتًا من أصل 2.5 مليون صوت، أي بنسبة 0.08٪. وقد أدت إعادة الفرز الإلزامي إلى زيادتها إلى 2229 صوتًا، أو 0.09٪. أصبحت كل من كانتويل وديبي ستابينو من ميشيغان المرأة الثالثة والرابعة لهزيمة أعضاء مجلس الشيوخ الحاليين، بعد انتصارات كاي بيلي هاتشيسون 1993 و Dianne Feinstein الخاصة بالانتخابات لعام 1992
2006
اقترح سباق حكام الولايات المتحدة في عام 2004 بين الديموقراطية كريستين غريغوار والجمهوري دينو روسي للكثيرين أن مسابقة 2006 قد تذهب في أي اتجاه. سيطرت كل من كانتويل وخصمها الجمهوري مايك ماكفيك على الانتخابات التمهيدية. فضلت التكهنات الأولية انتصار الجمهوريين. وكتب المحلل لاري ساباتو «في مرحلة ما» قال «كل الكلام في هذا السباق يتعلق بعلاقات كانتويل الهادئة مع العناصر الديمقراطية المناهضة للحرب وقاعدة ماكجفيك الموحدة نسبيا. لكن الديمقراطيين يبدو أنهم أغلقوا صفوفهم خلف السناتور الأصغر.» انتهت كانتويل بالفوز بإعادة الانتخاب بفارق 16 نقطة، حتى فازت بعدة مقاطعات جمهورية تقليدية في شرق واشنطن بما في ذلك مقاطعة سبوكان
 خلال حملة عام 2006، تلقت كانتويل انتقادات شديدة بسبب رفضها معظم الدعوات التي تلقتها لمناقشة ماكجويك في المنتديات العامة. وبثت وسائل الإعلام في أنحاء الولاية، بما في ذلك The Olympian و Yakima Herald-Republic ، انتقادات Cantwell ، مدعياً أنها كانت خائفة من مواجهة McGavick ، ووصفتها بأنها «غير مقبولة» و «ببساطة غير عادلة». وافقت كانتويل على مجمل مناظرتين مع منافسها في سياتل وسبوكين لمدة 60 و 30 دقيقة على التوالي. ومع ذلك، عندما ترشحت كانتويل لمجلس الشيوخ في عام 2000 كمنافسة ضد سليد غورتون، وافق غورتون أيضا على نقاشين فقط من صيغة مشابهة. وبالمثل، عندما رشحت السيناتور البارز في واشنطن، باتي موراي، لإعادة انتخابه في عام 2004، وافقت على مناظرتين فقط مع جورج نيتركت، على الرغم من أن كل نقاش استمر لمدة ساعة واحدة.
2012
أعيد انتخاب كانتويل لولاية ثالثة، وهزم عضو مجلس الشيوخ الجمهوري عن الولاية مايكل بومغارتنر

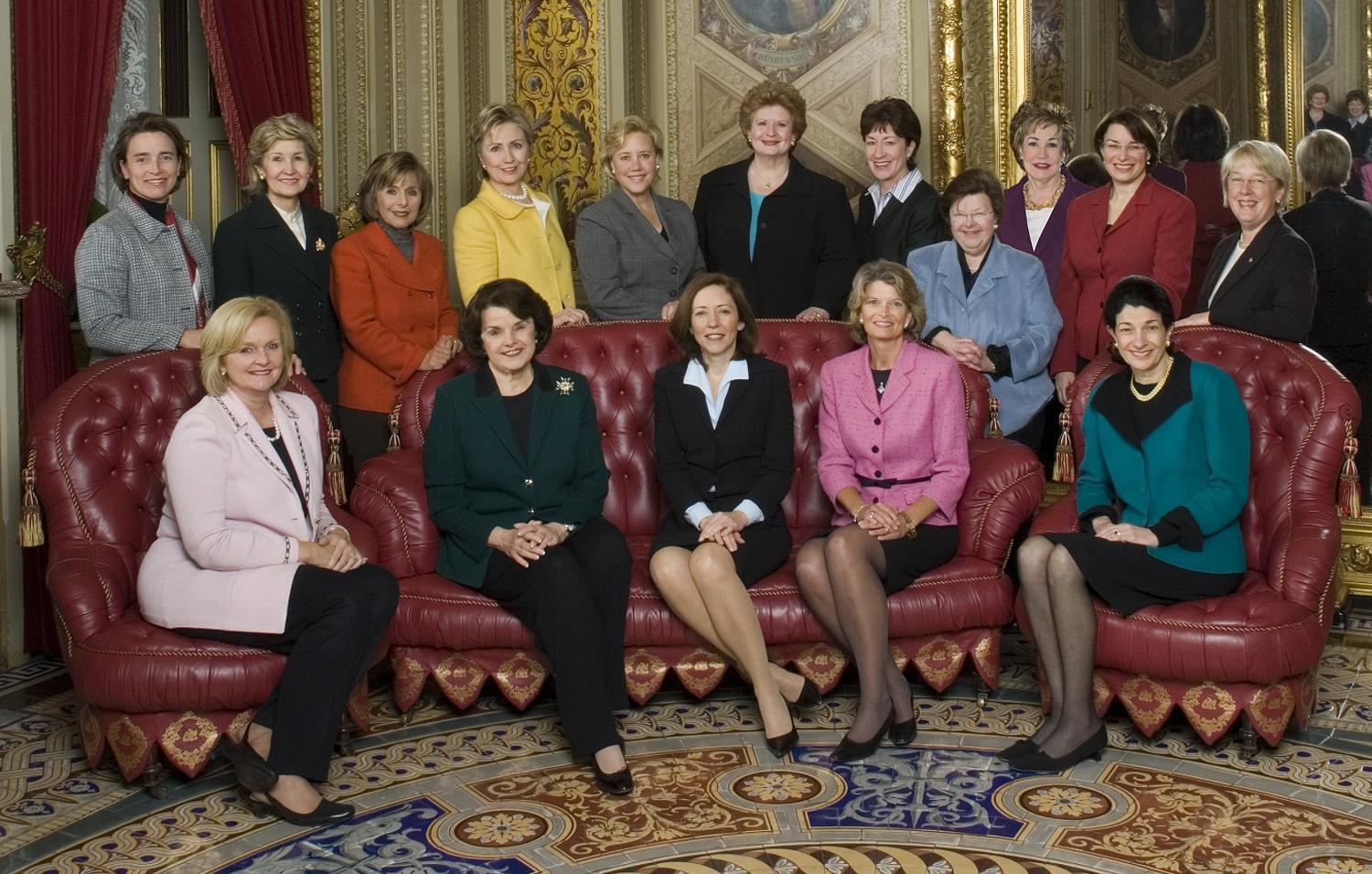
Cantwell with other female Senators of the 110th Congress

في حين أنها تحرز تقدما كبيرا على الرسم البياني التقدمي من ProgressivePunch.org ، ألقت كانتويل العديد من الأصوات المثيرة للجدل خلال فترة وجودها في مجلس الشيوخ التي خلقت الخلاف بينها وبين أعضاء الحزب الديمقراطي الآخرين.
 كانت كانتويل أحد المؤيدين الرئيسيين لمشروع قانون إصلاح حملة ماكين - فينغولد لعام 2002 وشاركت في رعاية قانون الأموال النظيفة والانتخابات النظيفة لعام 2001.
 في عام 2005، كتبت خطابًا لدعم برنامج قروض بيركنز، وأخبرت سياتل تايمز في يوليو 2006 أنها تعارض خصخصة الضمان الاجتماعي. شارك كانتويل في رعاية «قانون الإنصاف والكشف الكامل عن عام 2005».
في صيف عام 2005، صوتت كانتويل لصالح اتفاقية التجارة الحرة لأمريكا الوسطى (CAFTA)، التي أغضبت الكثير ممن عارضوا اتفاقيات التجارة الحرة. وجادل آخرون بأنه بسبب الاقتصاد الفريد للدولة، كان على أي عضو في مجلس الشيوخ من واشنطن أن يصوت لصالح معاهدات التجارة الحرة.
 استشهادا بآرائها المحتملة حول الإجهاض والبيئة، كانت كانتويل واحدًا من 22 عضوًا في مجلس الشيوخ للتصويت ضد مرشح المحكمة العليا في الولايات المتحدة جون روبرتس. وفي كانون الثاني (يناير) 2006، وبعد إعلانها معارضتها لمرشح المحكمة العليا صامويل أليتو، صوتت كانتويل، إلى جانب 18 ديموقراطيًا آخر وجميع الجمهوريين الـ 53 الحاليين، لصالح اقتراح الغش. انتهى نجاح هذا الاقتراح بمحاولة غير محتملة لإبطال تثبيت القاضي أليتو الذي كان يقوده السناتور جون كيري والسيناتور تيد كينيدي. تم تأكيد أليتو في اليوم التالي بتصويت 58-42، مع تصويت معظم الديمقراطيين، بما في ذلك كانتويل، ضد هذا التأكيد
صوتت كانتويل في سبتمبر / أيلول 2010 لاستدعاء  لبدء النقاش حول غموض سيلسة لاتطرح الأسئلة، ولا تخبر شيئا.

### حرب العراق
حول قضية حرب العراق، في 11 أكتوبر 2002، صوتت كانتويل لصالح القرار المشترك الخاص بالتصريح باستخدام القوات المسلحة الأمريكية ضد العراق. غير أن بيانها الصادر في 10 تشرين الأول / أكتوبر 2002، يقتبس منها قولها على أرضية مجلس الشيوخ الأمريكي: "سيدي الرئيس، تصويتي لهذا القرار لا يعني أنني مقتنع بأن الإدارة قد ردت على كل أعتقد أنه يجب معالجة القضايا التالية قبل أن تتحرك الأمم المتحدة أو الولايات المتحدة بعمل عسكري ". عرضت كانتويل ستة مجالات محددة لم يتم بعد طرح تساؤلاتها واهتماماتها بصورة مرضية في وقت تصويتها لتخويل الحرب:
"أولاً: استمرار النهج المتعدد الأطراف.
ثانياً: الاستراتيجية العسكرية الناجحة.
ثالثاً: إستراتيجية الالتزام بعد الحرب.
رابعًا: محاربة الحرب الأوسع على الإرهاب.
خامسًا: الحفاظ على استقرار الشرق الأوسط.
سادسا: حماية المدنيين العراقيين.
في عام 2006 صوتت كانتويل ضد تعديل كيري فينغولد إلى S.2766، والذي كان سيضع جدولاً زمنياً للانسحاب، لكنها صوتت لصالح تعديل ليفين ريد، والذي من شأنه أن يشجع على البدء بانسحاب تدريجي بحلول نهاية العام، مع عدم وجود جدول زمني للانتهاء.

### الهجرة
في مايو 2006، صوتت كانتويل، إلى جانب 38 من 44 ديموقراطيًا في مجلس الشيوخ، لصالح قانون إصلاح الهجرة الشامل لعام 2006 (س 2611). ويتضمن هذا التشريع المثير للجدل أحكاما لتحسين أمن الحدود، وزيادة الغرامات والعقوبات الأخرى لأرباب العمل من المهاجرين غير الشرعيين، وإنشاء برنامج للعمال الضيوف (والذي يتضمن مضاعفة عدد تأشيرات H1-B)، ويخلق طريقا للحصول على الجنسية. المهاجرين غير الشرعيين بالفعل في البلاد. مرت الفاتورة، بدعم من قيادة الحزب الجمهوري، 62-36. كان من المفترض أن يبدأ النقاش في قانون DREAM ، على الرغم من أن هذا قد توقف بسبب تعطل الجمهوريين.

### إصلاح الرعاية الصحية
دعمت كانتويل دعم إصلاح الرعاية الصحية في الولايات المتحدة وكان راعيا لرعاية السناتور رون وايدن (D-OR) قانون الأمريكيين الأصحاء. في دورها كعضو في لجنة المالية، كان لها دور مؤثر في صياغة تشريعات إصلاح الرعاية الصحية. في 29 سبتمبر 2009، عندما نظرت لجنة المالية في تشريعات إصلاح الرعاية الصحية، أيدت كانتويل التعديلات اللازمة لإنشاء خيار رعاية صحية عامة يتنافس مع شركات التأمين الخاصةزC
في عام 2009، نشرت صحيفة "سترانجر" مقالة عن معارضة كانتويل لإدراج خيار عام في خطة إصلاح الرعاية الصحية. وقد أفادوا بأن: "عضو الكونغرس في سياتل جيم ماكديرموت يدعم ذلك. السناتور واشنطن باتي موراي تريد ذلك. وكذلك يفعل الرئيس باراك أوباما. وكذلك الحال في صفحة افتتاحية سياتل تايمز المحافظة. هكذا يفعل 72 في المائة من الأمريكيين، وفقاً لاستطلاع حديث. إذن ما الذي يحدث مع عضو مجلس الشيوخ عن ولاية واشنطن، ماريا كانتويل؟ لماذا لا تريد أن يضيف الكونغرس خيارًا عامًا - خطة الرعاية الصحية التي تديرها الحكومة والتي ستكون متاحة للجميع وستتنافس مع شركات التأمين الخاصة لتخفيض التكاليف - في حزمة إصلاح الرعاية الصحية؟ واستشهدت كانتويل بمخاوفها من الحصول على مشروع القانون من خلال مجلس الشيوخ الأمريكي كسبب لمعارضتها. 

### البيئة والطاقة
بالإضافة إلى معارضتها للحفر في ملجأ الحياة البرية الوطنية في ألاسكا، كانت كانتويل واحدة من أكثر النقاد صخبا لارتفاع أسعار النفط والبنزين خلال عام 2008. داعيا إلى زيادة تنظيم أسواق العقود الآجلة والأرباح غير المتوقعة على أرباح النفط، كانتويل لديها انتقادات لاذعة من صحيفة وول ستريت جورنال. في كانون الأول / ديسمبر 2005، سجلت كانتويل ما اعتبره الكثيرون أحد أقوى الانتصارات في فترة ولايتها الأولى عندما منعت جهود السناتور تيد ستيفنز في ولاية ألاسكا للسماح بالحفر في ملجأ الحياة البرية الوطنية في القطب الشمالي. وعلق ستيفنز هذا الإجراء على مشروع قانون يوفر الأموال اللازمة للإنفاق الدفاعي وجهود الإنعاش للإعصار كاترينا. تمكنت كانتويل من جمع أصوات 41 ديمقراطيًا و 2 جمهوريين، وهو ما يكفي لمنع التصويت النهائي. أزال ستيفنز مقياس الحفر من ANWR من الفاتورة الأكبر، لكنه وعد بإحضار الأمر في وقت لاحق.
في عام 2004 حصلت كانتويل على أعلى تصنيف ممكن من عصبة حفظ الناخبين من أجل سجلها في التصويت البيئي. اعتبارًا من عام 2017، حصلت على 91٪ من معدل درجات الحرارة في بطاقة النتائج البيئية الوطنية للجامعة. وهي معروفة بدعم أبحاث الطاقة البديلة ولحماية غابات واشنطن من قطع الأشجار وبناء الطرق المعبدة، وقد حظيت بتأييد العديد من جماعات الدفاع البيئية البارزة والمجموعات البيئية الأخرى. لقد عارضت الحفر في ملجأ الحياة البرية الوطنية في القطب الشمالي في ألاسكا في مناسبات متعددة، وقد صوتت لتقليل استخدام النفط بنسبة 40٪ بحلول عام 2025، وعارضت تشريعًا لإرخاء أو إنهاء معايير CAFE. وقد وصفت صحيفة سياتل تايمز سجل كانتويل البيئي بأنه «أصلي»، وقد وصفت جمعية الحياة البرية كانتويل بأنها «بطلة بيئية».
في عام 2009، قدمت كانتويل قانون الحد من الكربون والطاقة من أجل تجديد أمريكا (CLEAR) (س. 2877)، والذي أطلق عليه أيضًا مشروع قانون كانتويل-كولينز، وهو مقترح لتداول انبعاثات الكربون. انضمت السناتور سوزان كولينز، الجمهورية من ولاية ماين، كراع مشارك. توفي مشروع القانون في لجنة المالية بمجلس الشيوخ دون مناقشة أو تصويت.
كانتويل هي رئيس حملة استقلال مجلس الشيوخ 20/20 لاستقلال الطاقة وهي رئيسة مشاركة لتحالف أبوللو. أحد الإنجازات الرئيسية كانتويل كان تمرير تعديل «لمنع التلاعب في سوق الطاقة»، والذي مر 57-540 في مجلس الشيوخ. تم هزيمة جهد سابق بتصويت 50-48.
 أشادت جمعية الرفق بالحيوان في الولايات المتحدة الأمريكية بسياسة عدم التسامح التي تنتهجها كانتويل والإزالة الفعالة لممارسة زعانف القرش، والتي يقدر أنها تقتل 73 مليون سمكة قرش في السنة.

### الحقوق الجنسية (التكاثرية)
وقد أعربت كانتويل عن دعمها لجعل موانع الحمل Plan B متاحة للفتيات تحت سن 16 سنة. وفي عام 2007، شاركت في رعاية قانون المنع الأول، وهو مشروع قانون يسعى إلى زيادة إمكانية الوصول إلى وسائل تنظيم الأسرة والطرق الوقائية كوسيلة للحد من حالات الحمل غير المرغوب فيها. وشمل ذلك تزويد النساء بإمكانية الوصول إلى الخطة ب وكذلك توسيع نطاق تنظيم الأسرة ليتم تغطيته بموجب برنامج المعونة الطبية. كمحامية لزيادة إمكانية الوصول إلى تنظيم الأسرة والتثقيف الصحي الجنسي، تجادل كانتويل بأن هذه الأماكن لزيادة التعليم ضرورية لتقليل عدد حالات الحمل غير المرغوب فيها. وقد تلقت انتقادات من منافسها الجمهوري، عضو مجلس الشيوخ عن الولاية، مايكل بومغارتنر، الذي أشار إلى أن كانتويل كانت متطرفة للغاية وبعيدة جداً عن يسار معظم الناخبين في واشنطن حول هذه القضية، وأعربت عن قلقها بشأن حصول هؤلاء الأطفال الذين تبلغ أعمارهم 11 سنة على هذه الأدوية دون وصفة طبية.
وتصف كانتويل نفسها بأنها «مؤيدة للاختيار بنسبة 100٪»، وتؤيد باستمرار مواقف الحركة المناصرة لحق الاختيار. كانت واحدة من 34 عضوًا في مجلس الشيوخ للتصويت ضد قانون حظر الإجهاض الجزئي لعام 2003، والذي تم توقيعه على القانون من قبل جورج دبليو بوش في 5 نوفمبر 2003. كما صوتت ضد قانون ضحايا العنف غير المولود، والذي جعله جريمة إضافية لقتل أو ضرر الجنين خلال الاعتداء الجنائي على الأم. مرر ذلك القانون مجلس الشيوخ بتصويت 61-38 وتم توقيعه ليصبح قانونًا من قبل الرئيس جورج دبليو بوش في 1 أبريل 2004.

### دعم لزملائها الديمقراطيين
كانتويل من كبار مؤيدي المرشحين الديمقراطيين الزملاء لشغل المناصب العامة. في عام 2006، وفي مواجهة سباق التحدي الخاص بها، استخدمت كانتويل ActBlue لجمع 100,000 دولار لدارسي بيرنر ، بيتر غولمارك ، وريتشارد رايت، وجميعهم كانوا يواجهون سباقات صعبة في ولاية واشنطن. في دورة 2008، كانت كانتويل ملتزمة بشكل خاص بدعم إعادة انتخاب السيناتور ماري لاندريو من ولاية لويزيانا.

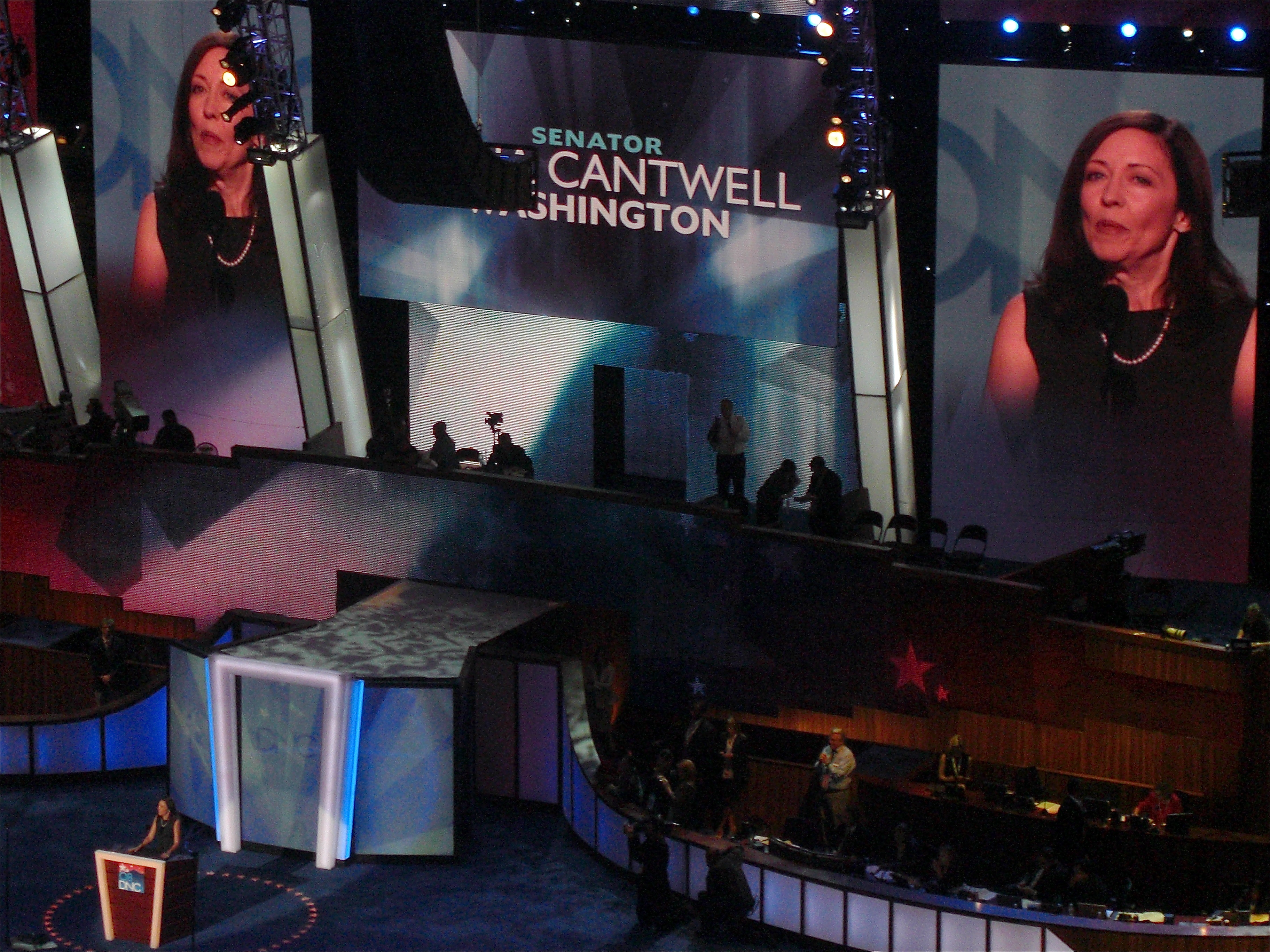
كانتويل خلال اليوم الثاني من المؤتمر الوطني الديمقراطي لعام 2008 في دنفر ، كولورادو.

في 31 ديسمبر 2007، أصبحت كانتويل العضوة العاشرة في مجلس الشيوخ لتأييد هيلاري كلينتون لمنصب رئيس الولايات المتحدة. دعمت كانتويل كلينتون طوال الموسم الابتدائي، لكنها تعهدت بالتصويت للفائز بالمندوبين المتعهدين. بعد تنازل كلينتون في 7 يونيو ، أيدت كانتويل أوباما. في المؤتمر الديمقراطي لولاية واشنطن في 15 يونيو ، أضافت كانتويل: «أريد أن أرى امرأة ديمقراطية قوية في البيت الأبيض ... لهذا السبب أنا سعيدة أن ميشيل أوباما ستكون السيدة الأولى القادمة»
 في 20 أكتوبر 2013، كانت كانتويل واحدة من ست عشرة امرأة ديمقراطية من أعضاء مجلس الشيوخ لتوقيع خطاب يوافق هيلاري كلينتون كمرشحة ديمقراطية في انتخابات 2016 الرئاسية.

### انتقادات اماندا نوكس الحكم بالذنب
في الرابع من كانون الأول / ديسمبر 2009، اليوم الذي أدانت فيه محكمة إيطالية بإدانة لوايندا نوكس (22 عاما) من قبل محكمة إيطالية بقتل ميريديث كيرشر ، أصدرت كانتويل بيانا أعربت فيه عن استيائها من الحكم قائلة إن لديها "أسئلة جدية حول النظام القضائي الإيطالي وعما إذا كانت مشاعر العداء لأمريكا قد شلت المحاكمة. وذكرت أن الأدلة ضد نوكس غير كافية ، وأن نوكس قد تعرضت "لمعاملة قاسية" عقب اعتقالها ، وأنه كان هناك "إهمال" في التعامل مع الأدلة. كما اشتكت من أن المحلفين لم يتم احتجازهم ، مما سمح لهم بمشاهدة "التغطية الإخبارية السلبية" حول نوكس ، وأن أحد المدعين العامين كان لديه قضية سوء سلوك في انتظار محاكمته. وقالت كانتويل إنها ستطلب المساعدة من وزيرة الخارجية هيلاري كلينتون. وقال متحدث باسم وزارة الخارجية في ديسمبر / كانون الأول 2009 إن الإدارة تابعت القضية عن كثب وستواصل القيام بذلك. وأضاف: "لا يزال في الأيام الأولى ولكن ... لم نتلق أي مؤشرات بالضرورة على عدم اتباع القانون الإيطالي".
 السناتور كانتويل تعمل حاليًا في هذه اللجان واللجان الفرعية في كونغرس الولايات المتحدة رقم 115:
 لجنة التجارة والعلوم والنقل
اللجنة الفرعية المعنية بعمليات الطيران والسلامة والأمن (عضو الترتيب)
اللجنة الفرعية للاتصالات والتكنولوجيا والإنترنت
اللجنة الفرعية المعنية بالمحيطات والغلاف الجوي ومصايد الأسماك وخفر السواحل
اللجنة الفرعية للنقل السطحي والبنية التحتية البحرية التجارية والسلامة والأمن
لجنة الطاقة والموارد الطبيعية (عضو في الترتيب)
اللجنة الفرعية للطاقة (Ex Officio)
اللجنة الفرعية المعنية بالحدائق الوطنية (Ex Officio)
اللجنة الفرعية للأراضي العامة والغابات والتعدين (Ex Officio)
اللجنة الفرعية للمياه والكهرباء (Ex Officio)
لجنة المالية
اللجنة الفرعية للطاقة والموارد الطبيعية والبنية التحتية
اللجنة الفرعية للرعاية الصحية
اللجنة الفرعية للضرائب والرقابة IRS
لجنة الشؤون الهندية
لجنة الأعمال الصغيرة وريادة الأعمال. 

### عضوية القوقاز
- Senate Oceans Caucus

## التاريخ الانتخابي
| Washington's 44th legislative district position 1 Democratic primary election, 1986 | Washington's 44th legislative district position 1 Democratic primary election, 1986 | Washington's 44th legislative district position 1 Democratic primary election, 1986 | Washington's 44th legislative district position 1 Democratic primary election, 1986 | Washington's 44th legislative district position 1 Democratic primary election, 1986 |
| ----------------------------------------------------------------------------------- | ----------------------------------------------------------------------------------- | ----------------------------------------------------------------------------------- | ----------------------------------------------------------------------------------- | ----------------------------------------------------------------------------------- |
| Party                                                                               | Candidate                                                                           | Votes                                                                               | %                                                                                   | ±                                                                                   |
| Democratic                                                                          | Maria Cantwell                                                                      | 5,141                                                                               | 82.2                                                                                |                                                                                     |
| Democratic                                                                          | Paul Roberts                                                                        | 1,114                                                                               | 17.8                                                                                |                                                                                     |

| Washington's 44th legislative district position 1 election, 1986 | Washington's 44th legislative district position 1 election, 1986 | Washington's 44th legislative district position 1 election, 1986 | Washington's 44th legislative district position 1 election, 1986 | Washington's 44th legislative district position 1 election, 1986 |
| ---------------------------------------------------------------- | ---------------------------------------------------------------- | ---------------------------------------------------------------- | ---------------------------------------------------------------- | ---------------------------------------------------------------- |
| Party                                                            | Candidate                                                        | Votes                                                            | %                                                                | ±                                                                |
| Democratic                                                       | Maria Cantwell                                                   | 14,936                                                           | 54.2                                                             |                                                                  |
| Republican                                                       | George Dahlquist                                                 | 12,600                                                           | 45.8                                                             |                                                                  |

| Washington's 44th legislative district position 1 election, 1988 | Washington's 44th legislative district position 1 election, 1988 | Washington's 44th legislative district position 1 election, 1988 | Washington's 44th legislative district position 1 election, 1988 | Washington's 44th legislative district position 1 election, 1988 |
| ---------------------------------------------------------------- | ---------------------------------------------------------------- | ---------------------------------------------------------------- | ---------------------------------------------------------------- | ---------------------------------------------------------------- |
| Party                                                            | Candidate                                                        | Votes                                                            | %                                                                | ±                                                                |
| Democratic                                                       | Maria Cantwell (Incumbent)                                       | 28,381                                                           | 65.6                                                             |                                                                  |
| Republican                                                       | Robert Grupe                                                     | 14,908                                                           | 34.4                                                             |                                                                  |

| Washington's 44th legislative district position 1 election, 1990 | Washington's 44th legislative district position 1 election, 1990 | Washington's 44th legislative district position 1 election, 1990 | Washington's 44th legislative district position 1 election, 1990 | Washington's 44th legislative district position 1 election, 1990 |
| ---------------------------------------------------------------- | ---------------------------------------------------------------- | ---------------------------------------------------------------- | ---------------------------------------------------------------- | ---------------------------------------------------------------- |
| Party                                                            | Candidate                                                        | Votes                                                            | %                                                                | ±                                                                |
| Democratic                                                       | Maria Cantwell (Incumbent)                                       | 18,745                                                           | 61.1                                                             |                                                                  |
| Republican                                                       | Joyce Meyerson                                                   | 11,917                                                           | 38.9                                                             |                                                                  |

| Washington's 1st congressional district Democratic primary election, 1994 | Washington's 1st congressional district Democratic primary election, 1994 | Washington's 1st congressional district Democratic primary election, 1994 | Washington's 1st congressional district Democratic primary election, 1994 | Washington's 1st congressional district Democratic primary election, 1994 |
| ------------------------------------------------------------------------- | ------------------------------------------------------------------------- | ------------------------------------------------------------------------- | ------------------------------------------------------------------------- | ------------------------------------------------------------------------- |
| Party                                                                     | Candidate                                                                 | Votes                                                                     | %                                                                         | ±                                                                         |
| Democratic                                                                | Maria Cantwell (Incumbent)                                                | 45,308                                                                    | 92.0                                                                      |                                                                           |
| Democratic                                                                | Patrick Ruckert                                                           | 3,923                                                                     | 8.0                                                                       |                                                                           |

| Washington United States Senate Democratic primary election, 2000 | Washington United States Senate Democratic primary election, 2000 | Washington United States Senate Democratic primary election, 2000 | Washington United States Senate Democratic primary election, 2000 | Washington United States Senate Democratic primary election, 2000 |
| ----------------------------------------------------------------- | ----------------------------------------------------------------- | ----------------------------------------------------------------- | ----------------------------------------------------------------- | ----------------------------------------------------------------- |
| Party                                                             | Candidate                                                         | Votes                                                             | %                                                                 | ±                                                                 |
| Democratic                                                        | Maria Cantwell                                                    | 472,609                                                           | 70.55                                                             |                                                                   |
| Democratic                                                        | Deborah Senn                                                      | 168,110                                                           | 25.10                                                             |                                                                   |
| Democratic                                                        | Barbara Lampert                                                   | 15,150                                                            | 2.26                                                              |                                                                   |
| Democratic                                                        | Robert TIlden Medley                                              | 14,009                                                            | 2.09                                                              |                                                                   |

| Washington United States Senate Democratic primary election, 2006 | Washington United States Senate Democratic primary election, 2006 | Washington United States Senate Democratic primary election, 2006 | Washington United States Senate Democratic primary election, 2006 | Washington United States Senate Democratic primary election, 2006 |
| ----------------------------------------------------------------- | ----------------------------------------------------------------- | ----------------------------------------------------------------- | ----------------------------------------------------------------- | ----------------------------------------------------------------- |
| Party                                                             | Candidate                                                         | Votes                                                             | %                                                                 | ±                                                                 |
| Democratic                                                        | Maria Cantwell (Incumbent)                                        | 570,677                                                           | 90.8                                                              |                                                                   |
| Democratic                                                        | Hong Tran                                                         | 33,124                                                            | 5.3                                                               |                                                                   |
| Democratic                                                        | Mike the Mover                                                    | 11,274                                                            | 1.8                                                               |                                                                   |
| Democratic                                                        | Michael Goodspaceguy Nelson                                       | 9,454                                                             | 1.5                                                               |                                                                   |
| Democratic                                                        | Mohammad Said                                                     | 4,222                                                             | 0.7                                                               |                                                                   |

| Washington United States Senate blanket primary election, 2012 | Washington United States Senate blanket primary election, 2012 | Washington United States Senate blanket primary election, 2012 | Washington United States Senate blanket primary election, 2012 | Washington United States Senate blanket primary election, 2012 |
| -------------------------------------------------------------- | -------------------------------------------------------------- | -------------------------------------------------------------- | -------------------------------------------------------------- | -------------------------------------------------------------- |
| Party                                                          | Candidate                                                      | Votes                                                          | %                                                              | ±                                                              |
| Democratic                                                     | Maria Cantwell (Incumbent)                                     | 772,058                                                        | 55.66                                                          |                                                                |
| Republican                                                     | Michael Baumgartner                                            | 417,141                                                        | 30.07                                                          |                                                                |
| Republican                                                     | Art Coday                                                      | 79,727                                                         | 5.75                                                           |                                                                |
| Democratic                                                     | Timmy "Doc" Wilson                                             | 31,817                                                         | 2.29                                                           |                                                                |
| Republican                                                     | Chuck Jackson                                                  | 25,983                                                         | 1.87                                                           |                                                                |
| Republican                                                     | Glen "Stocky" Stockwell                                        | 25,793                                                         | 1.86                                                           |                                                                |
| Republican                                                     | Mike the Mover                                                 | 19,535                                                         | 1.41                                                           |                                                                |
| Reform                                                         | Will Baker                                                     | 15,005                                                         | 1.08                                                           |                                                                |

## الحياة الشخصية
وفي عام 2006، ظهر أن ملفات المحكمة المتعلقة بقرض قدمته كانتويل في عام 2001 إلى صديقها السابق ، ورئيسها ، ومدير الحملة ، وهو من جماعة الضغط رون دوتزاور ، التي كانت تهدف إلى مساعدة دوتزاور من خلال التقاضي بشأن طلاقه ، قد أغلقت. وكان مراسل موقع ساوند بوليتيكس قد أغفل الملف واكتشف أن كانتويل قد تم تحديدها في سجلات الطلاق «كأنها» امرأة أخرى
 بسبب الانخفاض الحاد في قيمة سهمها في RealNetworks ، انخفضت ثروة كانتويل الشخصية بشكل ملحوظ في العام الماضي

## References
1. ↑   https://justfacts.votesmart.org/candidate/biography/27122/maria-cantwell. {{استشهاد ويب}}: |url= بحاجة لعنوان (مساعدة) والوسيط |title= غير موجود أو فارغ (من ويكي بيانات) (مساعدة)
2. 1 2   https://github.com/unitedstates/congress-legislators. {{استشهاد ويب}}: |url= بحاجة لعنوان (مساعدة) والوسيط |title= غير موجود أو فارغ (من ويكي بيانات) (مساعدة)
3. 1 2  "Maria Cantwell" (بالإنجليزية). Retrieved 2023-04-17.
4. ↑  Biographical Directory of the United States Congress (بالإنجليزية), United States Government Publishing Office, 1903, QID:Q1150348
5. 1 2   https://www.workwithdata.com/person/maria-cantwell-1958. اطلع عليه بتاريخ 2024-11-13. {{استشهاد ويب}}: |url= بحاجة لعنوان (مساعدة) والوسيط |title= غير موجود أو فارغ (من ويكي بيانات) (مساعدة)
6. ↑  "Our Campaigns - WA House District 44 Seat 1 Race - Nov 06, 1990". مؤرشف من الأصل في 2018-08-10. اطلع عليه بتاريخ 2017-01-12.
7. ↑  "Spokane Chronicle - Google News Archive Search". مؤرشف من الأصل في 2020-02-13. اطلع عليه بتاريخ 2017-01-12.
8. ↑  "Our Campaigns - WA District 1 Race - Nov 08, 1994". مؤرشف من الأصل في 2018-08-10. اطلع عليه بتاريخ 2017-01-12.
9. ↑  "Moscow-Pullman Daily News - Google News Archive Search". مؤرشف من الأصل في 2020-02-13. اطلع عليه بتاريخ 2017-01-12.
10. ↑  Rosen، Jeffrey (2004). "The Path of the Law". The Naked Crowd: Reclaiming Security and Freedom in an Anxious Age (ط. 1st Trade Paperback). Random House. ص. 139. ISBN:0-375-75985-9.
11. ↑  "MUR 5198". Federal Election Commission. 23 فبراير 2004. مؤرشف من الأصل في 2006-11-04. اطلع عليه بتاريخ 2006-11-07.
12. ↑  "2006 General Election Results". Washington Secretary of State. مؤرشف من الأصل في 2006-12-01. اطلع عليه بتاريخ 2006-11-17.
13. ↑  "U.S. Senate, Washington". CNN. CNN. مؤرشف من الأصل في 2016-03-03. اطلع عليه بتاريخ 2006-12-02.
14. ↑  Neil Modie (30 سبتمبر 2006). "Cantwell, McGavick quibble over debates". Seattle P-I. Seattle P-I. مؤرشف من الأصل في 2008-10-12. اطلع عليه بتاريخ 2006-11-07.
15. ↑  Seattle Times, As expected, Cantwell breezes to a third term in the U.S. Senate, November 6, 2012, retrieved Nov 8, 2012 نسخة محفوظة 20 نوفمبر 2014 على موقع واي باك مشين.
16. ↑  "S. 27". Library of Congress. مؤرشف من الأصل في 2016-07-05. اطلع عليه بتاريخ 2006-11-07.
17. ↑  "Sen. Wellstone's Legislation Offers Alternative to Current System Through Public Financing". Clean Money Clean Elections PAC. 5 أبريل 2004. مؤرشف من الأصل في 2006-11-09. اطلع عليه بتاريخ 2006-11-07.
18. ↑  "S. 991: Pension Fairness and Full Disclosure Act of 2005". Govtrack.US. 10 مايو 2005. مؤرشف من الأصل في 2012-02-19. اطلع عليه بتاريخ 2006-11-07.
19. ↑  "The Voter's Self Defense System". مؤرشف من الأصل في 2010-10-01. اطلع عليه بتاريخ 2017-01-12.
20. ↑  The public health care proposals were not approved by the committee.
"More Cantwell vs cantwell vs Cantwell". thestranger.com. مؤرشف من الأصل في 2012-02-18. اطلع عليه بتاريخ 2009-07-20.
21. ↑  Cantwell to Receive Ansel Adams Award for Commitment to Preserving Nation's Lands نسخة محفوظة May 1, 2007, على موقع واي باك مشين. [وصلة مكسورة]
22. ↑  "S.2877 - Carbon Limits and Energy for America's Renewal (CLEAR) Act". Congress.gov. مكتبة الكونغرس. مؤرشف من الأصل في 2018-06-12.
23. ↑  "S.Amdt. 2087 Vote Summary". United States Senate. 5 نوفمبر 2006. مؤرشف من الأصل في 2018-09-25. اطلع عليه بتاريخ 2006-11-07.
24. ↑  Pacelle، Wayne (15 يناير 2011). "Cantwell draws praise from Humane Society". The Olympian. The Olympian. مؤرشف من الأصل في 2014-08-14. اطلع عليه بتاريخ 2014-08-14.
25. ↑  Song، Kyung M. (15 ديسمبر 2011). "Rival slams "unmarried" Cantwell's stance on morning-after pill". Seattle Times. Seattle Times. مؤرشف من الأصل في 2012-07-13.
26. ↑  Niki Sullivan (15 يونيو 2008). "Cheers, Jeers at the State Democratic Convention in Spokane". The News Tribune. The News Tribune. مؤرشف من الأصل في 2022-04-16. اطلع عليه بتاريخ 2008-06-15. [وصلة مكسورة]
27. ↑  Jaffe، Alexandra (30 أكتوبر 2013). "Run, Hillary, run, say Senate's Dem women". مؤرشف من الأصل في 2019-04-27. اطلع عليه بتاريخ 2017-01-12.
28. ↑  US Department of State: Ian Kelly, Department Spokesman. Daily Press Briefing, Washington, DC 7 December 2009. Retrieved March 1, 2010. نسخة محفوظة 13 يناير 2017 على موقع واي باك مشين.
29. ↑  "Maria Cantwell was the "other woman" in lobbyist's divorce". Sound Politics. مؤرشف من الأصل في 2017-02-03.
30. ↑  "Cantwell Still Owed $2M From Her 2000 Campaign". Roll Call. مؤرشف من الأصل في 2012-04-20.